# Dana Tyrell
Dana Tyrell (23 de Abril de 1989) é um jogador canadense de Hóquei no gelo. Atualmente joga no Tampa Bay Lightning, equipe da NHL. Foi selecionado pelo Tampa Bay Lightning no Draft de 2007, sendo vindo da equipe Prince George Cougars, mas foi jogar no Norfolk Admirals, equipe da Liga Americana de Hóquei e afiliada do Tampa Bay.